# Подлесное (Черниговская область)
Подле́сное (укр. Підлісне) — село в Козелецком районе Черниговской области Украины. Население 994 человека. Занимает площадь 4,185 км².
Код КОАТУУ: 7422088401. Почтовый индекс: 17033. Телефонный код: +380 4646.

## Власть
Орган местного самоуправления — Подлесненский сельский совет. Почтовый адрес: 17033, Черниговская обл., Козелецкий р-н, с. Подлесное, ул. Ленина, 1.